# 帕维尔·阿列克谢耶维奇·切连科夫
帕维尔·阿列克谢耶维奇·切连科夫（俄語：Па́вел Алексе́евич Черенко́в，1904年—1990年1月6日），苏联物理学家，曾发现切连科夫辐射并因此获得1958年诺贝尔物理学奖。

## 生平
切连科夫1904年出生于俄羅斯帝國沃羅涅日州的一个农民家庭，1928年从沃羅涅日國立大學数学和物理系毕业，1930年开始在列别捷夫物理研究所担任高级研究员职务，同年结婚，婚后育有一子一女。1940年，切连科夫获得了博士学位。
1934年，在瓦维洛夫的指导下，切连科夫研究了放射线穿过流体时所发生的现象，观察到了一种淡蓝色的辉光。虽然这种蓝光已经被前人所观察到，但是他们都认为是荧光。切连科夫在实验中仔细排除了水中产生荧光的杂质，而蓝色辉光仍然存在。他于1934年至1937年间陆续发表了一系列论文，详细记载了这一现象的性质，该现象因此被称为“切连科夫辐射”（又称“切连科夫辐射效应”）。1937年，切连科夫的同事弗兰克和塔姆成功解释了切连科夫辐射的成因。切连科夫辐射在粒子物理学中是一项非常重要的研究手段。因切连科夫辐射的发现和解释，1946年，切连科夫同瓦维洛夫、弗兰克和塔姆一道获得苏维埃国家奖，1958年，切连科夫又与弗兰克、塔姆共同获得诺贝尔物理学奖。
切连科夫于1970年当选苏联科学院院士，1984年获得苏联“苏联社会主义劳动英雄”称号。1990年，切连科夫在莫斯科逝世。